# Beleg van Geertruidenberg (1351-1352)
Het Beleg van Geertruidenberg vond plaats in de beginperiode van de Hoekse en Kabeljauwse twisten, tussen 4 oktober 1351 en 18 augustus 1352. Geertruidenberg was in handen van heer Filips van Polanen, de Kabeljauwse opperbevelvoerder was Jan IV van Arkel. De belegering was een scène in de strijd om de heerschappij over Holland, Zeeland en Henegouwen tussen keizerin Margaretha en haar zoon Willem V van Holland.

## Achtergrond
De edelman Willem van Duvenvoorde begon met de aanleg van het kasteel van Geertruidenberg in 1323; in 1325 werd het voltooid. Het kasteel, de Dongeburcht genaamd, werd net buiten de poort van Geertruidenberg gebouwd, midden in het moeras. Dat moeras was een hindernis en tegelijk een verdediging tegen vijanden. Omdat Willem van Duvenvoorde ook water in de slotgracht wilde hebben, mocht het kasteel niet te hoog liggen. In die jaren gaf de ondernemende schout van Geertruidenberg ook opdracht om een weg naar Oosterhout te leggen, over de dijk langs de Donge, recht naar zijn eigen kasteel Strijen, waarvan tot op heden de Slotbosse toren nog overeind staat. Het kasteel werd in leen gegeven aan Jan II van Polanen, die op zijn beurt het beheer overliet aan zijn broer Filips van Polanen.
Op 25 maart 1349 tekende keizerin Margaretha hier een verdrag waarbij ze afstand deed van de erfenis van haar gesneuvelde broer Willem IV ten gunste van haar zoon Willem. Voor de Kabeljauwse edelen was deze overeenkomst een bewijsstuk van groot belang om hun zaak voor de Duitse keizer of paus te bepleiten.

## Beleg
Begin oktober 1351 kwamen verschillende aanvoerders met hun huurlegers bij Geertruidenberg aan, uit onder andere Dordrecht, Haarlem, Delft en Leiden. Het leger werd bijgestaan door twaalf prominente edelen, onder wie Jan I van Egmont, Gerard van Heemskerk, Gerard van Herlaar, Jan Persijn van Waterland, Jan van Culemborg, Zweder van Montfoort, Daniel van der Merwede, Jan van Bloemenstein, Willem van Wateringen, Willem van Horn, Floris van Borselen en Jan van Noordeloos, onder aanvoering van Jan IV van Arkel. Samen belegerden zij het kasteel van Geertruidenberg. De slotvoogd Filips van Polanen, broer van Jan II van Polanen, stond voor de zware taak om met het kasteel stand te houden. Door het langdurige beleg raakte de bezetting uitgehongerd, en Filips van Polanen besloot tot het aanvragen van een bestand rond juni 1352. Graaf Willem V van Holland begaf zich daarop naar Geertruidenberg en sloot op 22 juli een tijdelijk verdrag dat tot 15 augustus zou gaan duren. Tijdens de onderhandelingen over het bestand hoopte Filips van Polanen nog op bijstand uit Breda van Filips van Tetterode, maar toen dat uitbleef gaf Filips van Polanen zich op 18 augustus 1352 definitief over. Samen met zijn 34 medestrijders ging hij in ballingschap en vestigde hij zich in Breda. Bij het overgave-verdrag mochten Filips van Tetrode, Willem van Foreest, Arend Nachtegaal, Wouter van Haarlem, Filips van Beesd en Willem "De Bastaard" van Wassenaar die waarschijnlijk diende onder Filips van Polanen, ook veilig hun weg vervolgen vanuit Geertruidenberg.
Het beleg was in de periode 1351-52 onderdeel van een "Kastelen kruistocht" van Willem V van Holland. De 17 kastelen behoorde aan Hoekse tegenstanders en werden veroverd of verwoest, onder de kastelen behoorde Rozenburg, Binkhorst, Medemblik, Polanen, Brederode, huis te Haarlem en Oosterwijk. Het Kasteel van Geertruidenberg werd samen met Kasteel Vreeland het langst belegerd van alle huizen en kastelen

## Nasleep
Willem V van Holland stelde kort na het beleg Simon van Teylingen aan als nieuwe kastelein. Na het beleg was het voor Willem V nog spannend of de aangekondigde troepenhulp voor Filips uit Engeland zich nog zou aandienen, die het doel had om de andere drie belegerde kastelen te ontzetten en die aan keizerin Margretha over te dragen. Maar de Engelsen kwamen niet.
Waarom het beleg op het kasteel van Geertruidenberg zo belangrijk was voor de Kabeljauwen is niet met zekerheid te zeggen, maar men vermoedt dat er in het kasteel documenten aanwezig waren die belangrijk waren voor de opstandelingen. Willem "Snickerrieme" van Duvenvoorde was oud en had zich terug getrokken op zijn bezit Slot Boutershem in Brabant en overleed het volgend jaar in 1353.